# Richard D. Volkmann
Richard Dietrich Volkmann (* 23. Juni 1870 in Schulpforta; † 9. Februar 1954 in Sondershausen) war ein deutscher Kolonialoffizier in der deutschen Kolonie Deutsch-Südwestafrika.

## Leben
Volkmann war der zweite von fünf Söhnen des Rektors der Fürstenschule Schulpforta Diederich Volkmann und seiner Ehefrau Clementine, geborene Breslau (1845–1923). Er besuchte die Fürstenschule Schulpforta und trat 1889 als Fahnenjunker in das 3. Thüringische Infanterie-Regiment Nr. 71 in Sondershausen ein, in dem er am 20. November 1890 zum Sekondeleutnant ernannt wurde. Im April 1894 trat er zur Kaiserlichen Schutztruppe für Deutsch-Südwestafrika über.
Gleich nach seiner Ankunft in der deutschen Kolonie machte Volkmann den Feldzug gegen Hendrik Witbooi, die Erstürmung der Naukluft und anschließende Gefechte mit. Ende des Jahres 1894 wurde er zum Distriktchef von Omaruru ernannt. Zu seinen Aufgaben in der abgelegenen Station gehörten der Schutz deutscher Farmer sowie die Erkundung des Landes. 1898 zum Oberleutnant befördert erfolgte seine Versetzung als Kompaniechef nach Keetmanshoop, ehe er von 1899 bis 1904 den Dienst als Distriktchef von Grootfontein versah, von wo aus er mehrfach weite und monatelange Expeditionen den Okavango-Fluss hinauf in den Caprivizipfel hinein leitete.
Im November 1903 führte Volkmann nach der Ermordung mehrerer europäischer Händler und Missionare von Grootfontein eine Strafexpedition an die Grenze von Portugiesisch-Angola, bei der es zu blutigen Auseinandersetzungen mit Einheimischen kam. 1904 nahm er im Hereroaufstand und am Waterberg sowie an der Verfolgung der Herero in die Omaheke teil. 1905 wurde er zum Hauptmann der Kaiserlichen Schutztruppe befördert. 1906 wurde Volkmann schlagartig in ganz Deutschland bekannt, als er nach wochenlanger Verfolgungsjagd den Kaptein von Bethanien, Cornelius Frederiks mit seinem Stamm, gefangen nahm. Volkmann erhielt daraufhin ein persönliches Glückwunschtelegramm und eine private Einladung Kaiser Wilhelms in das Berliner Stadtschloss.
Nach zwölf Jahren Dienst bei der Schutztruppe nahm Volkmann 1906 seinen Abschied und wurde 1907 Direktor der „Lüderitzbucht-Gesellschaft“ in Berlin.
Bald nach seiner Rückkehr heiratete er am 28. Juli 1906 in der Berliner Garnisonkirche Alice Teltscher, die Tochter des verstorbenen Kaufmanns und früheren k.u.k. österreichisch-ungarischen Konsuls in Porto Alegre Edmund Teltscher und seiner Frau Hedwig, geborene Huch, eine Cousine von Ricarda Huch. Ein Jahr später wurden die Zwillinge, die beiden Söhne Edmund (1907–1995) und Richard (1907–1965) geboren.
Bei Ausbruch des Ersten Weltkriegs wurde Volkmann als Major der Reserve wiederverwendet. Bei der 12. Reserve-Division stand er zunächst im Westen, ehe er ab 1916 als Festungskommandant nach Bukarest ging. Nach dem Waffenstillstand 1918 führte er die Offiziere und Mannschaften der Kaiserlichen Kommandantur in einem vierwöchigen Marsch nach Deutschland zurück, worüber ein Büchlein mit dem Titel Reiseabenteuer des Bataillon Volkmann erschien.
Auch Volkmann traf das Kriegsende hart. Die „Lüderitzbucht-Gesellschaft“ gab es nicht mehr, die reduzierte Reichswehr hatte für ihn keine Verwendung und für einen Mann von fast fünfzig Jahren war ein beruflicher Neuanfang kaum möglich. Er war als Berater verschiedener Firmen in Berlin tätig. 1928 setzt er sich in Sondershausen zur Ruhe.

## Auszeichnungen
- Kronenorden III. Klasse mit Schwertern[1]
- Roter Adlerorden IV. Klasse mit Schwertern[1]
- Preußisches Dienstauszeichnungskreuz[1]
- Ritterkreuz II. Klasse des Hausordens der Wachsamkeit mit Schwertern[1]
- Ehrenkreuz von Schwarzburg III. Klasse mit Schwertern[1]
- Ritterkreuz des Silvesterordens[1]
- Kolonial-Denkmünze
- Südwestafrika-Denkmünze mit den Gefechtsspangen Groß-Namaland, Omaheke, Waterberg und Hereroland
- Zentenarmedaille
- Fürstl. Schwarzburg-Sondershäuser Erinnerungs-Medaille
- Eisernes Kreuz (1914) II. und I. Klasse
- Bayerericher Militärverdienstorden IV. Klasse mit der Krone und Schwertern
- Franz-Joseph-Orden mit der Kriegsdekoration
- Österreichisches Militärverdienstkreuz mit der Kriegsdekoration
- Eiserner Halbmond

## Dedikationsnamen
Die von Anton Reichenow 1902 beschriebene Unterart Chalcopelia chalcospilos volkmanni aus dem Gebiet der Damara wird heute als Synonym zur Nominatform der Bronzeflecktaube (Turtur chalcospilos (Wagler, 1827)) betrachtet.